# Comuna Storfors
Storfors (Storfors kommun) este o comună din comitatul Värmlands län, Suedia, cu o populație de 4.131 locuitori (2013).

## Geografie

### Zone urbane
Lista celor mai mari zone urbane din comună (anul 2015) conform Biroului Central de Statistică al Suediei:
| Nr | Zona urbană | Pop.  |
| -- | ----------- | ----- |
| 1  | Storfors    | 2.218 |
| 2  | Kyrksten    | 237   |

## Demografie
| \| Evoluția demografică în comuna Storfors, 1970–2015 \| Evoluția demografică în comuna Storfors, 1970–2015 \| Evoluția demografică în comuna Storfors, 1970–2015 \| Evoluția demografică în comuna Storfors, 1970–2015 \| Evoluția demografică în comuna Storfors, 1970–2015 \| \| ----------------------------------------------------------------------------------------------------- \| -------------------------------------------------- \| -------------------------------------------------- \| -------------------------------------------------- \| -------------------------------------------------- \| \| An \| \| \| Locuitori \| \| \| 1970 \| 1970 \| \| 5617 \| 5617 \| \| 1975 \| 1975 \| \| 5274 \| 5274 \| \| 1980 \| 1980 \| \| 5508 \| 5508 \| \| 1985 \| 1985 \| \| 5333 \| 5333 \| \| 1990 \| 1990 \| \| 5299 \| 5299 \| \| 1995 \| 1995 \| \| 5147 \| 5147 \| \| 2000 \| 2000 \| \| 4725 \| 4725 \| \| 2005 \| 2005 \| \| 4542 \| 4542 \| \| 2010 \| 2010 \| \| 4273 \| 4273 \| \| 2015 \| 2015 \| \| 4032 \| 4032 \| \| Sursa: SCB - Statistika Centralbyrån, Folkmängd efter region, civilstånd, ålder och kön. År 1968–2016 \| \| \| \| \| |      |  |           |      |
| Evoluția demografică în comuna Storfors, 1970–2015 |      |  |           |      |
| An |      |  | Locuitori |      |
| 1970 | 1970 |  | 5617      | 5617 |
| 1975 | 1975 |  | 5274      | 5274 |
| 1980 | 1980 |  | 5508      | 5508 |
| 1985 | 1985 |  | 5333      | 5333 |
| 1990 | 1990 |  | 5299      | 5299 |
| 1995 | 1995 |  | 5147      | 5147 |
| 2000 | 2000 |  | 4725      | 4725 |
| 2005 | 2005 |  | 4542      | 4542 |
| 2010 | 2010 |  | 4273      | 4273 |
| 2015 | 2015 |  | 4032      | 4032 |
| Sursa: SCB - Statistika Centralbyrån, Folkmängd efter region, civilstånd, ålder och kön. År 1968–2016 |      |  |           |      |